# فرعم
فرعم (english: Fir'im) هي قرية فلسطينية مهجرة في قضاء صفد، تقع على السفح الجنوبي الشرقي لجبل كنعان, وتشرف على غور الأردن بين بحيرتي طبرية والحولة في ظاهر قرية الجاعونة الشمالي.
ترتفع فرعم 600 متر عن سطح البحر مساحتها 17 دونماً. يعتقد ان اسمها هو تحريف من كلمة " periya’m “ الكنعانية بمعنى كثيرة الثمر وكانت تعرف باسمها الحالي أيام الصليبيين في سنة 1596، كانت فرعم قرية في ناحية الجيرة (لواء صفد) وعدد سكانها 446 نسمة وكانت تؤدي الضرائب من غلال القمح والشعير والزيتون بالإضافة إلى عناصر أخرى من الإنتاج والمستغلات كالماعز وخلايا النحل ومعصرة كانت تستعمل لعصر الزيتون أو العنب في أواخر القرن التاسع عشر، وصف الرحالة فرعم بأنها قرية مبنية بالحجارة على حرف جبل.

## الأرض والسكان
سكن فرعم 499 نسمة عام 1922م، وفي عام 1931 بلغوا 527 نسمة وسكنوا 109 بيوت، وفي عام 1945 ارتفع عددهم إلى 740 نسمة تقريباً.
كانت القرية كثيفة السكان وكلهم من المسلمين وكانت منازلهم الحجرية مبنية على حور شمالي غربي جنوبي شرقي. وكان مجلس القرية البلدي المؤلف من ممثلي العائلات فيها يعالج المسائل التي تعني القرية وكان فيها مدرسة للبنين، اعلى صفوفها، في عام 1942-1943 الرابع الابتدائي ومعصرتان للزيتون. وكانت الزراعة عماد اقتصادها وتأتي الثمار في طليعة الغلال تليها الحبوب.في موسم 1942/1943، كان ما مجموعه 700 دونم مزروعاً شجر زيتون. وكانت الأشجار المثمرة مغروسة في جوانب القرية كلها ولا سيما جهة الشمال الشرقي والشمال والغرب والجنوب الغربي. في 1944 /1945 كان ما مجموعه 700 دونم مخصصاً للحبوب و935 دونما مرويًا أو مستخدما ً للبساتين، وكانت الينابيع والآبار تمد سكانها بالمياه للري وللاستعمال المنزلي. وكان ثمة موقع أثري قريب من فرعم يحتوي على أطلال أبنية وقبور منقورة في الصخر.

## إحتلال القرية وتطهيرها عرقياً
قصفت فرعم وقريتان أخريان بمدافع الهاون ليل 2 أيار / مايو 1948 .وفق ما كانت تقتضيه عملية يفتاح (أنظر آبل القمح قضاء صفد) وقد شنت هذه الهجمات على القرى الثلاث (من أجل حمل العرب على الفرار منها، في نهاية المطاف) بحسب ما جاء في تقرير عسكري صهيوني عن العملية. لكن يبدوا أن بعض القرويين مكث، ذلك بأن تقريرا للاستخبارات العسكرية كان قدم في حزيران/يونيو 1948، أشار إلى أن القرية أخليت من سكانها في 26 أيار/مايو ويضيف المؤرخ الفلسطيني عارف العارف أن سقوط قرية فرعم أضعف معنويات سكان صفد.

## القرية اليوم
تبعثر أنقاض المنازل في أرجاء الموقع. ولا يزال بعض مصاطب الزيتون قائماً. وينبت شجر الزيتون ونبات الصبار في الأراضي المحيطة، بعض هذه الأرضي مشجر، أما معظمها فيستعمل مراعي للمواشي. لا مستعمرات صهيونية على أرض القرية. أما مستعمرة حتسور هجليليت (بالعبرية: חצור הגלילית) التي أنشئت في سنة 1953، فتقع على بعد نحو كيلومتر إلى الجنوب الغربي من القرية.

## إحصاءات[4]
| الخلفية العرقية | ملكية الأرض/دونم |
| --------------- | ---------------- |
| فلسطيني         | 2,023            |
| تسربت للصهاينة  | 163              |
| مشاع            | 5                |
| المجموع         | 2,191            |

| نوعية المساحة المستخدمة  | فلسطيني (دونم) | يهودي (دونم) |
| ------------------------ | -------------- | ------------ |
| مزروعة بالبساتين المروية | 935            | 12           |
| مزروعة بالزيتون          | 700            | 0            |
| مزروعة بالحبوب           | 700            | 151          |
| مبنية                    | 17             | 0            |
| صالح للزراعة             | 1,635          | 163          |
| بور                      | 376            | 0            |

| السنة                        | نسمة  |
| ---------------------------- | ----- |
| 1596                         | 446   |
| 1922                         | 499   |
| 1931                         | 527   |
| 1945                         | 742   |
| 1948                         | 858   |
| تقدير لتعداد الاجئين في 1998 | 5,272 |

| السنة | عدد البيوت |
| ----- | ---------- |
| 1931  | 109        |
| 1948  | 177        |

## وصلات خارجية
- فرعم ترحب بكم